# Podi (Chorwacja)
Podi – wieś w Chorwacji, w żupanii splicko-dalmatyńskiej, w mieście Trilj. W 2011 roku liczyła 13 mieszkańców.